# Perlestaf
Perlestaf er en meget klassisk type træbeklædning, som hovedsageligt benyttes ved ældre boliger.
Beklædningstypen benyttes gerne med formålet at lave høje vægpaneler eller decideret vægbeklædning.
Perlestaf er meget udbredt i Sverige og specielt i de traditionelle svenske hytter. I Danmark kaldes perlestaf også for svenskerpanel.